# Plant-for-the-Planet
Plant-for-the-Planet (deutsch: „Für den Planeten pflanzen“) ist eine Umweltinitiative, die im Februar 2007 u. a. vom damals neunjährigen Schüler Felix Finkbeiner als Umweltinitiative gegründet und 2011 um die gleichnamige Stiftung erweitert wurde und sich vor allem an Kinder und Jugendliche wendet.
Nach Recherchen der Magazine Zeit und Stern wurden dem Projekt in den Jahren 2020 und 2021 beträchtliche Intransparenz und undurchsichtige Verbindungen zu einer Firma in Mexiko vorgeworfen. Demnach seien weder die versprochenen Bäume gepflanzt noch Gebiete bewaldet worden, für die Plant-for-the-Planet Genehmigungen besaß oder die überhaupt einer Pflanzung bedurften.

## Vorgeschichte: UNEP-Kampagne
Die Friedensnobelpreisträgerin Wangari Maathai machte sich in ihrer Heimat Kenia einen Namen, als sie das sogenannte „Green Belt Movement“ anstieß. Sie rief 2006 zur „Billion Tree Campaign“ („Die Milliarden Bäume Kampagne“) auf, um Menschen in aller Welt dazu zu bewegen, die kenianischen Pflanzaktionen nachzuahmen. Infolgedessen startete im Januar 2007 das Umweltprogramm der Vereinten Nationen (UNEP) die Kampagne Plant for the Planet: Billion Tree Campaign. Als Schirmherr der Kampagne trat Fürst Albert II. von Monaco auf.
Frithjof Finkbeiner stellte mit der von ihm gegründeten Global Marshall Plan Foundation zur Unterstützung dieser Aktion im März 2007 eine Webseite und nach eigenen Angaben 1 Million Flyer zur Verfügung; am 22. März 2007 begann an der Munich International School in Starnberg-Buchhof eine Aktion, bei der die Schüler diese Flyer verpackten und an 7000 Schulen verschickten, um die UNEP-Kampagne bekannt zu machen. Dabei aktiv war auch der damals neunjährige Felix Finkbeiner, der sich wie sein Vater gegen die Globale Erwärmung engagieren wollte. Am 28. März 2007 wurde ein Baum an Felix Schule gepflanzt und die Aktion beworben. Ein Online-Tool der Webseite diente zur Verwaltung von Spenden, Baumpatenschaften und Meldung von Pflanzaktionen.

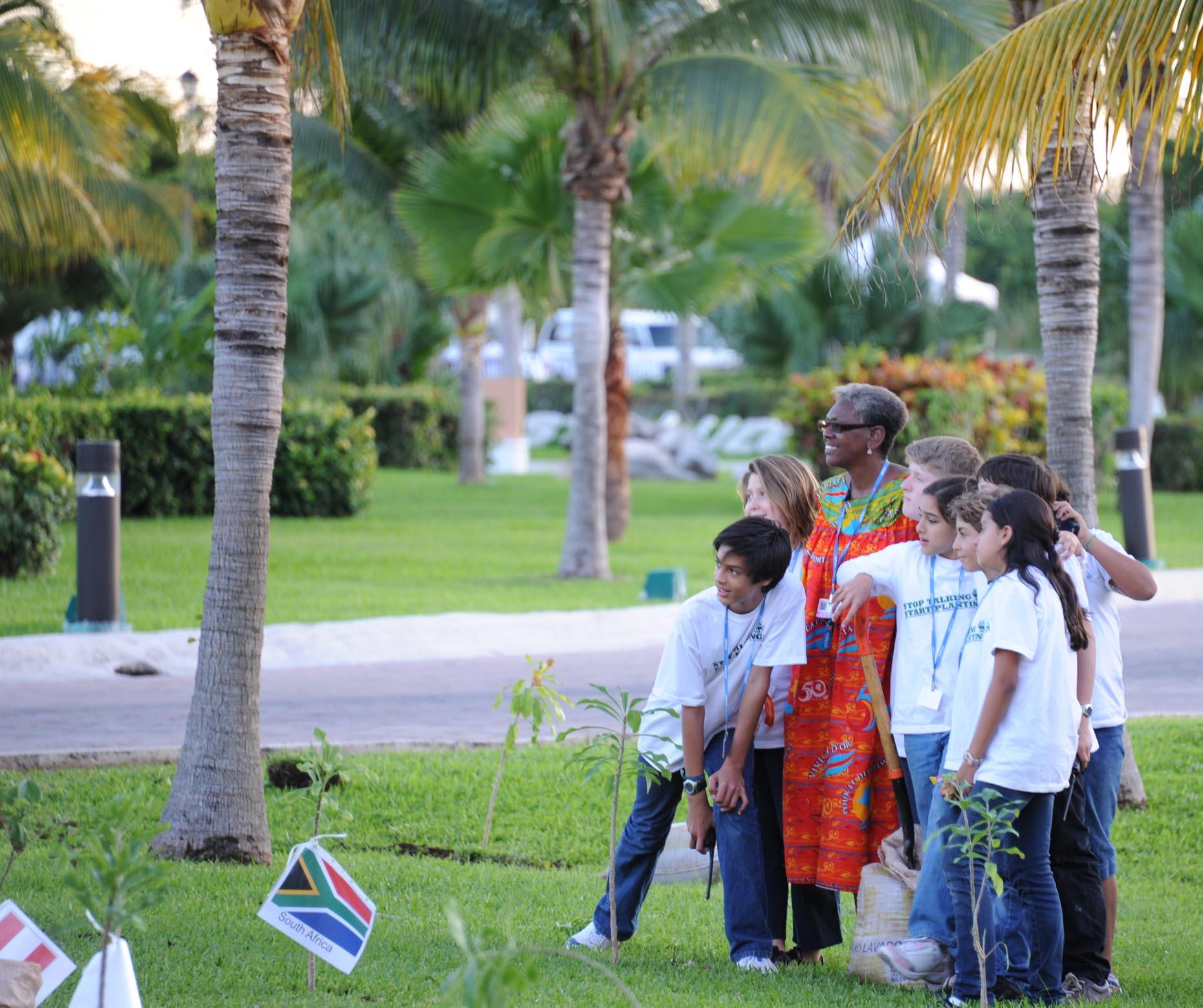
Botschafter für Klimagerechtigkeit von Plant-for-the-Planet bei einer Baumpflanzaktion während des Klimagipfels in Cancún, Mexiko (2010)

Am 21. September 2009 trafen sich Maathai und Felix Finkbeiner in New York auf Einladung der UNEP im Rahmen einer Pressekonferenz anlässlich der Eröffnung des Internationalen Jahrs des Waldes. Dabei stellte der elfjährige Finkbeiner seine Kampagne „Stop talking. Start planting“ vor. Sie sollte bei Kindern wie Erwachsenen ein Bewusstsein für die Klimakrise schaffen.
Unterdessen gab UNEP-Direktor Achim Steiner an, dass das selbstgesteckte Ziel, eine Milliarde Bäume zu pflanzen, bereits längst übertroffen sei, und man sich neue Ziele stecken müsse. Ausschlaggebend zur Zielerreichung sei das Engagement Chinas gewesen, wo staatlicherseits 2,6 Milliarden Bäume angepflanzt worden seien.
Am 8. Oktober 2010 erhielt die UNEP-Kampagne den EFFIE in der Kategorie Social National/International. Der Preis wird jährlich in 15 Kategorien verliehen, um gemeinnützige Vereine und Initiativen und deren effiziente Social Marketing-Kommunikation zu honorieren.

## Geschichte der Stiftung
Felix Finkbeiner setzte sich anschließend weiter für Umweltschutz und Baumpflanzungen ein. Die Plant-for-the-Planet Foundation wurde 2011 in Bayern gegründet, und bekam im selben Jahr von der UNEP offiziell die Verantwortung zur Fortführung der Billion Tree Campaign übertragen. Die Organisation erhielt dabei auch den Baumzähler von der UNEP, der damals laut Medienberichten bereits zwölf Milliarden Bäume registriert hatte. Da Eintragungen von mehr als 10.000 Bäumen nicht verifiziert werden konnten und es daher zu Falschmeldungen von unbekannten Ausmaßen kam, gibt die Stiftung mittlerweile an, diesen Baumzähler nicht mehr zu bewerben und sich von der Zahl „12 Milliarden Bäume“ distanziert zu haben.
Am 28. September 2019 veröffentlichte die Stiftung beim „Global Landscape Forum“ in New York City eine App, die allen offen steht, die sich für das Pflanzen von Bäumen und den Waldschutz engagieren.
Jakob Blasel gab im April 2019 in einem Interview mit dem Spiegel bekannt, dass die finanzielle Abwicklung des deutschen Zweiges der „Fridays for Future“-Bewegung (FFFD) durch die Stiftung Plant-for-the-Planet erfolgt, welche die Kontoführung und Abwicklung von Geldgeschäften für FFFD übernimmt. FFFD wolle keine riesigen bürokratischen Strukturen aufbauen. Infolge der negativen Berichterstattung im Dezember 2020 nahm FFFD den Namen der Organisation von ihrer Website und ersetzte ihn durch „eine bekannte NGO“, welche die Finanzmittel verwalte. Bereits mit der Übernahme des vorübergehenden Treuhandkonto-Services im Jahr 2019 hatte Plant-for-the-Planet FFFD dabei beraten, eine eigene gemeinnützige Organisation zu errichten. Plant-for-the-Planet bat FFFD 2020 um die Schließung des Treuhand-Kontos.
In den Jahren nach der Gründung begann die Stiftung bis 2014 ausschließlich bei externen Renaturierungsorganisationen Baumpflanzungen zu beauftragen. Ab 2015 begann das stiftungseigene Engagement in Mexiko, wo 2007 zu Pflanzungszwecken der Verein Plant-for-the-Planet AC, Mexiko  gegründet worden war. Die Aufforstung in dem stiftungseigenen Gebiet auf der Halbinsel Yucatán ist das bislang einzige von der Stiftung selbst betreute Renaturierungsprojekt, dort wurden bis Mai 2021 6,3 Millionen Bäume gepflanzt.
Außerhalb von Mexiko gab es in einer Reihe von Ländern Baumpflanzungen, die von Plant-for-the-Planet initiiert und von externen Baumpflanzern umgesetzt wurden, so beispielsweise in Malaysia, auf den Philippinen, Namibia und Costa Rica. Bis Anfang 2023 hatte Plant-for-the-Planet weltweit für mehr als 15 Millionen Baumpflanzungen gesorgt.

## Kooperationen

### Zusammenarbeit mit Crowther Lab
2013 bat Plant-for-the-Planet Tom Crowther, zu dieser Zeit Postdoc in Ökologie an der Yale-Universität, eine Studie über den Baumbestand der Erde anzufertigen. Ziel war, zu überprüfen, wie viele Bäume es auf der Erde bereits gab und wie viele zusätzlich noch Platz hätten. Am 2. September 2015 publizierte Crowther die Ergebnisse der Studie in der Fachzeitschrift „Nature“.
Die Studie zeigte, dass es auf der Erde einmal rund sechs Billionen Bäume gab, von denen noch rund drei Billionen übrig sind. Nach seinen Schätzungen wäre noch Platz für rund 1,2 Billionen (englisch: 1.2 trillion) Bäume. Damit sah Felix Finkbeiner das Ziel der „Trillion Tree Campaign“, welches er in seiner UN-Rede ausgerufen hatte, auch wissenschaftlich bestätigt. Plant-for-the-Planet beantragte daraufhin 2016 Forschungsgelder beim Bundesministerium für wirtschaftliche Zusammenarbeit und Entwicklung (BMZ), die zur Einrichtung eines unabhängigen Lehrstuhls unter Leitung von Tom Crowther verwendet werden sollten, um die begonnenen Studien fortsetzen zu können. Das BMZ genehmigte den 2016 gestellten Förderantrag für eine „Globale Forschungsgruppe für Klimagerechtigkeit“ mit einer Laufzeit von drei Jahren, die 2017 in der Gründung des Crowther Lab mündete. 2019 zeigten Tom Crowther und sein Team in einer Folgestudie auf, wo auf der Welt Wälder wiederhergestellt werden könnten und welchen Wirkungsgrad dies auf die Klimakrise haben könnte. Die Studie wurde bei der Bundespressekonferenz unter Anwesenheit des Bundesministers für wirtschaftliche Zusammenarbeit und Entwicklung, Gerd Müller, vorgestellt.

### UN-Dekade für die Wiederherstellung von Ökosystemen
Plant-for-the-Planet ist Supporting Partner der „UN-Dekade für die Wiederherstellung von Ökosystemen“ (UN Decade On Ecosystem Restoration 2021–2030), die am 5. Juni 2021 mit dem Ziel, die Gesellschaft für Umweltthemen stärker zu sensibilisieren, startete.

### Weitere Partner
Beim Erreichen ihrer Ziele wurden die Kinder von Erwachsenen unterstützt: Der ehemalige Bundesumweltminister Klaus Töpfer war Schirmherr, ebenso Albert von Monaco. Unternehmen und Organisationen konnten als Förderer gewonnen werden, für 2011 beispielsweise der Club of Rome, Toyota, Hess Natur und die Deutsche Post DHL; Das Handelsblatt listete 2021 rückblickend SAP, Procter & Gamble, Hochland, die Bitburger und Develey auf.

## Kampagnen und Aktionen
Im Frühjahr 2021 startete Plant-for-the-Planet eine deutschlandweite Printkampagne mit prominenten Gesichtern der TV-Branche, wie Willi Weitzel, Inka Schneider und Hannes Jaenicke. Die Kampagne wurde von der Kritik durch die Zeit und den Stern, im Mai 2021, überlagert.

### Wiederbewaldungsprojekt in Mexiko
Für einen Euro garantiert Plant-for-the-Planet die Pflanzung eines Baumes im eigenen Projekt auf der Yucatán-Halbinsel in Mexiko. Die Aufforstungen werden nach eigenen Angaben durch Wirtschaftsprüfer testiert und sind auf der Homepage für alle einsehbar. Dieses Projekt dient auch in Verbindung mit wissenschaftlichen Forschungen als Blaupause für die von Plant-for-the-Planet registrierten Partner-Projekte wie etwa Plant-for-the-Planet Ghana sowie Plant-for-the-Planet Äthiopien.
Nach Angaben der Organisation wurden auf ihrer Fläche von 20.000 Hektar im Zeitraum 2015 bis 2020 6,3 Millionen Bäume gepflanzt. An der Aufforstung sind 124 Mitarbeiter beteiligt, darunter u. a. Pflanzpersonal, Baumschultechniker, Ökologen, Forst-Ingenieure und Mechaniker.
Seit Januar 2020 wird in Zusammenarbeit mit der ETH Zürich und dem Imperial College London eine 90 Hektar große Forschungsfläche betrieben.

### Plant-for-the-Planet-Akademien
In eigenen Akademien bilden Kinder andere Kinder zu Botschaftern für Klimagerechtigkeit aus. Dort sollen sie entsprechende Fakten und Darstellungsmöglichkeiten erlernen. Als Botschafter für Klimagerechtigkeit sollen sie dann die Idee des Bäumepflanzens und das Ziel Klimagerechtigkeit in ihre Schulen und zu ihren Freunden und Bekannten tragen.
Im Februar 2010 wurde die Plant-for-the-Planet Foundation als Treuhandstiftung gegründet und 2011 in eine rechtsfähige Stiftung umgewandelt. Die Stiftung soll in weiterer Zusammenarbeit mit den Partnern die Arbeit und Aktivitäten der Kinder koordinieren und somit die Global Marshall Plan Foundation, die bisher das Sekretariat übernahm, ablösen.

## Kritik
Anfang 2019 veröffentlichte Die Zeit einen Artikel, in dem die veröffentlichten Pflanzzahlen – angeblich 15 Milliarden Bäume – und die Methoden zu deren Ermittlung hinterfragt wurden. Bemängelt wurde, dass die Bäume aus der offiziellen UNEP-„Billion Tree Campaign“ automatisch erfasst und nicht rückwirkend überprüft wurden. An den von der UNEP gelaunchten „Baumzähler“ konnten selbst Privatpersonen beliebig viele gepflanzten Bäume melden.
2020 erneuerte die Zeit ihre Kritik. Sowohl die von Plant-for-the-Planet für ihr Projekt auf der Yucatán-Halbinsel angegebenen Baumpflanzungen, als auch deren Überlebensrate, seien „unwahrscheinlich“ hoch angegeben worden. Auch wurde der gewählte Ort der Baumpflanzungen kritisiert, da an diesem weitere Anpflanzungen ökologisch wenig sinnvoll erscheinen würden. Auch wurde das Konzept der Klimakompensation insgesamt in Frage gestellt. Eine Abschaltung eines Kohlekraftwerkes sei sinnvoller, als Bäume zu pflanzen. Auch seien Feuer auf der Fläche der Stiftung ausgebrochen.
2021 wurde in den Magazinen Zeit und Stern erneut kritisch berichtet.

„So hatte ihr Gründer Felix Finkbeiner behauptet, man pflanze die Bäume in Mexiko auf "22.500 Hektar zerstörter Regenwaldfläche", dabei ergaben Recherchen, dass knapp die Hälfte der angegebenen Hektar in einem geschützten Biosphärenreservat liegt, für das die Organisation nicht einmal eine Pflanzgenehmigung hatte. Ein Großteil der Pflanzflächen ist zudem längst bewaldet. Eine andere Fläche stand monatelang unter Wasser. Auch hatte die Organisation den Eindruck erweckt, ihre Pflanzungen würden von der staatlichen Forstbehörde in Mexiko überprüft, was nicht der Fall war. Zudem warb sie gegenüber ihren Spendern damit, dass 94 Prozent der von ihnen gestifteten Setzlinge das schwierige erste Jahr überleben würden – was nicht belegt war (...) Mittlerweile hat Felix Finkbeiner zugegeben, dass das Überleben der Pflanzen gar nicht überprüft wurde, da man Geld sparen wollte.“

Aufgrund bisheriger Veröffentlichungen führte der Stern eigene Recherchen durch. Die Versprechen von Plant-for-the-Planet seien „zu schön um wahr zu sein“. Es wurden begründete Zweifel an der Überlebensrate der Bäume und der Wahl der Wiederaufforstungsflächen aufgestellt. Auch wurde der Vorwurf erhoben, dass die Organisationsstruktur des mexikanischen Tochtervereins, an den die Spenden aus Deutschland überwiesen werden, „nicht mit deutschen Gesetzen vereinbar“ sei. Kritisiert wurde, dass die Stiftung nur aus den beiden Gründern Vater und Sohn Finkbeiner sowie einem mexikanischen Unternehmer bestehe. Es gebe keine Gremien, keine Kontrollinstanzen, aber die Möglichkeit, die Spendengelder an andere gemeinnützige Organisationen weiterzureichen. Die Stiftung berief laut eigenen Angaben daraufhin eine unabhängige Gruppe von Aufforstungsexperten ein, um die Arbeiten des eigenen Teams aus Wissenschaftlern im Renaturierungsgebiet zu begleiten und beauftragte u. a. die Wirtschaftsprüfungsgesellschaft PKF mit dem Testat der mexikanischen Jahresabschlüsse und der Baumbuchhaltung.
Im Zuge der Berichterstattung entschieden sich zahlreiche Partner, die Kooperation mit Plant-for-the-Planet ruhen zu lassen oder die Unterstützung ganz zu beenden. Im August 2021 wurde ein „Transparenz-Bericht“ auf der Plant-for-the-Planet-Webpräsenz verlinkt. Laut diesem Bericht haben alle beauftragten Wirtschaftsprüfungsgesellschaften einen uneingeschränkten Bestätigungsvermerk hinsichtlich der Bilanzen erteilt, beratende Anwaltskanzleien sähen jedoch aufgrund der dynamischen Entwicklung Optimierungsbedarf hinsichtlich von Satzung und Gremienbesetzungen. Die Satzungen der Stiftung in Deutschland und Mexiko wurden laut eigenen Angaben durch zwei Anwaltskanzleien überprüft. In einem Interview gegenüber dem Merkur erklärte Felix Finkbeiner im November 2021, dass das Ökologen-Team und das Kommunikationsteam ausgebaut wurde, ein aus drei Ökologieprofessoren aus den USA, Deutschland und Mexiko und einem Ökonomen bestehendes externes Überwachungsgremium installiert wurde und Satzungen überarbeitet werden. Im August 2022 wurde in Deutschland eine neue Satzung erlassen, bei der unter anderem eine Ämtertrennung zwischen den Organen Stiftungsvorstand und Stiftungsrat festgeschrieben wurde. Seit 2021 müssen alle projekteigenen Pflanzungen mit Geodaten versehen werden.
Mehrere der zwischenzeitlich in Frage gestellten Kooperationen wurden bis Januar 2023 wieder aufgenommen.

## Auszeichnungen
2011
- Success for Future Award 2011[47]

2012
- Winspiration Award 2012[48]

2013
- Hamburger Sozial-Oskar 2012 Silber[49]

2016
- Deutscher Nachhaltigkeitspreis für die „Gute Schokolade“, Kategorie TOP 3 Deutschlands nachhaltigste Produkte[50]

2017
- Billion Acts Hero Award, Nominierung in der Kategorie Best Youth Act[51]

2020
- Jugendpreis des Internationalen Preises des Westfälischen Friedens, Verleihung coronabedingt im August 2021[52]

2024
- United Nations SDG Action Award 2024 in der Kategorie „Impact“[53]